# Dževad Alihodžić
Dževad Alihodžić (Zenica, 13 febbraio 1969) è un ex cestista bosniaco.

## Carriera
Con la Bosnia ed Erzegovina ha disputato due edizioni dei Campionati europei (1997, 1999).

## Palmarès
- Campionato croato: 1

Cibona Zagabria: 1992